# BW Vulpeculae
BW Vulpeculae eller HD 199140, är ensam stjärna belägen i den norra delen av stjärnbilden Räven. Den har en genomsnittlig skenbar magnitud av ca 6,54 och är mycket svagt synlig för blotta ögat där ljusföroreningar ej förekommer. Baserat på parallax enligt Gaia Data Release 2 på ca 1,15 mas, beräknas den befinna sig på ett avstånd på ca 2 800 ljusår (870 parsek) från solen. Den rör sig närmare solen med en heliocentrisk radialhastighet på ca -6 km/s.

## Egenskaper
BW Vulpeculae är en blå jättestjärna av spektralklass B2 IIIv, där suffix v anger variation i dess spektrala egemskaper. Den har en massa som är ca 6,8 solmassor, men andra författare har enspridning på 10-14 solmassor. Den utsänder från dess fotosfär energi motsvarande 515 gånger solen vid en effektiv temperatur av ca 23 000 K.

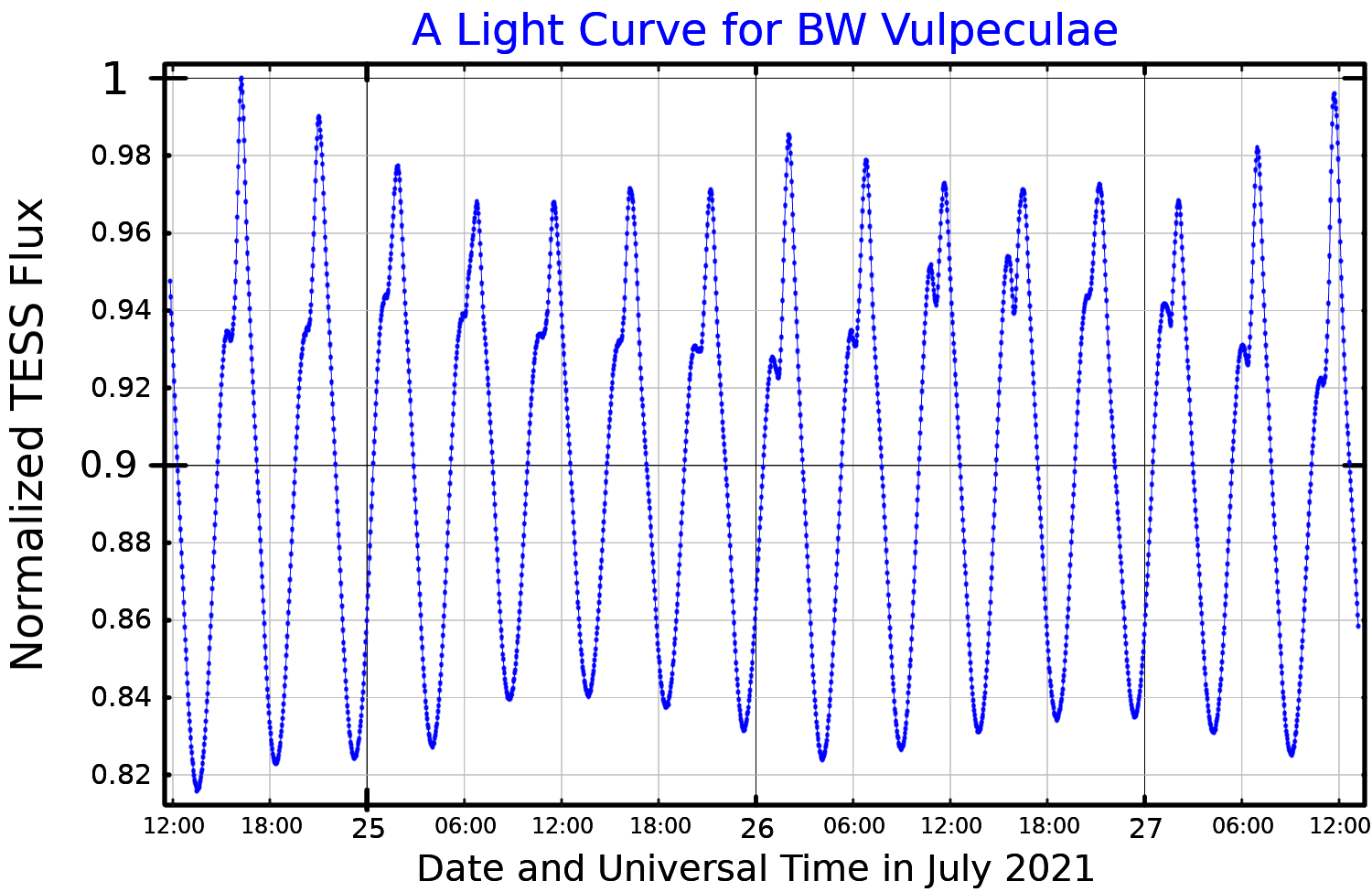
Ljuskurva för BW Vulpeculae, anpassad från TESS-data.)

Variabiliteten hos BW Vulpeculae tillkännagavs 1937 av den kanadensiska astronomen Robert Methven Petrie, vid American Astronomical Societys 58:e möte. Den är en Beta Cephei-variabel med variation mellan magnituderna 6,44 och 6,68 med en period av 4,8 timmar. Av okänd anledning har stjärnans periodicitet genomgått plötsliga förändringar, följt av långa perioder av stabilitet. BW Vulpeculae är en av de mest extrema Beta Cephei-stjärnorna när det gäller variation av ljusstyrka och radiell hastighet. Detta antas bero på stjärnans relativt höga metallicitet, vilket betyder överskott av andra element än väte och helium. Ett utmärkande särdrag för dess cykel av radiell hastighet är en unik "stillestånds"-funktion, som orsakas av en stötvåg som genereras av infall av material från en tidigare cykel.